# Chimica fisica

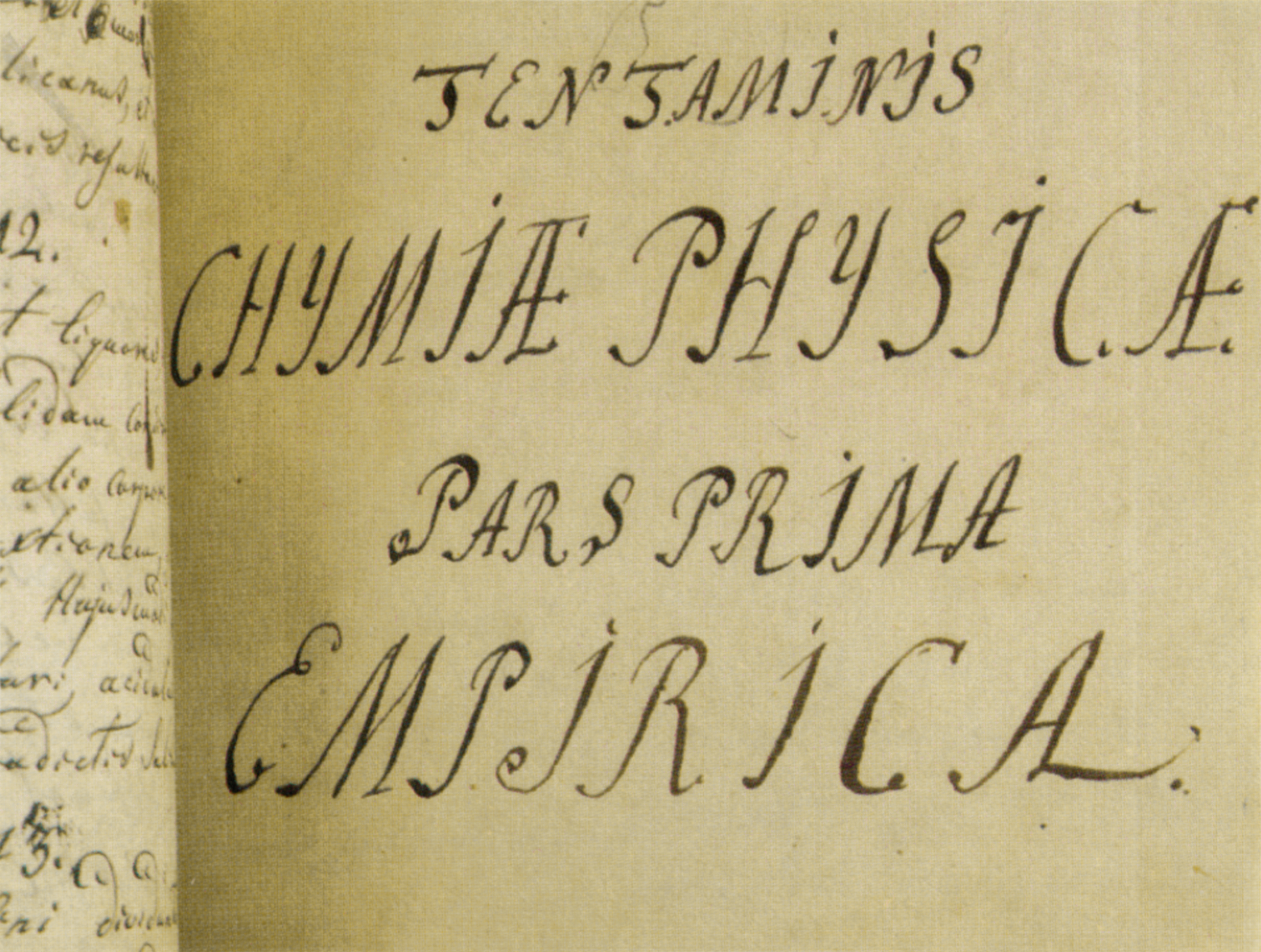
Lomonosov Chymiae Physicae 1752

La chimica fisica è la branca della chimica che studia le leggi fisiche che sottostanno ai processi chimici, ovvero studia il dettaglio dei processi chimici considerando molecole e atomi come sistemi fisici. Classiche aree di lavoro della chimica fisica sono la termodinamica, la cinetica chimica, la meccanica quantistica e la spettroscopia.

## Storia
Il termine "chimica fisica" è stato probabilmente utilizzato per la prima volta da Michail Lomonosov nel 1752, quando davanti agli studenti dell'Università statale di San Pietroburgo presentò il corso intitolato Corso di vera chimica fisica.
Fondatore della moderna chimica fisica viene considerato il chimico statunitense Willard Gibbs, che con la sua pubblicazione "On the Equilibrium of Heterogeneous Substances" (Sull'equilibrio delle sostanze eterogenee) del 1876 introdusse alcuni concetti quali quelli di energia libera, potenziale chimico e regola delle fasi che risulteranno tra i principali fondamenti di questa disciplina. Il successivo sviluppo fu dato dal contributo di chimici quali Svante Arrhenius, Jacobus Henricus van 't Hoff, Wilhelm Ostwald e Walther Nernst verso la fine degli anni 1800.
Gli sviluppi del ventesimo secolo comprendono l'applicazione della meccanica statistica ai sistemi chimici e lavori riguardanti i colloidi e la chimica delle superfici, dove Irving Langmuir diede un notevole contributo. Altri importanti sviluppi riguardarono la nascita della chimica quantistica, evolutasi dalla meccanica quantistica negli anni 1930, dove Linus Pauling fu uno dei maggiori contributori. Gli sviluppi teorici sono andati di pari passo con l'evoluzione dei metodi sperimentali e l'utilizzo delle varie forme di spettroscopia è tra uno dei più importanti progressi del ventesimo secolo.

## Discipline
La chimica fisica applica la termodinamica allo studio dei gas, delle soluzioni e delle reazioni chimiche, quantificando gli aspetti energetici di queste ultime e arrivandone a prevedere l'eventuale spontaneità o le condizioni di spontaneità teoriche. La termodinamica consente anche di trattare l'equilibrio chimico e l'equilibrio tra le fasi. L'uso della meccanica quantistica non solo permette di interpretare gli spettri atomici e molecolari, ma facendo uso del suo rigoroso formalismo matematico permette anche di descrivere il legame chimico e di predire importanti proprietà delle molecole quali la loro stabilità e reattività. La spettroscopia permette di determinare sperimentalmente la struttura e composizione delle molecole, mentre la cinetica chimica studia la velocità delle reazioni e l'insieme di processi elementari che intercorrono durante una reazione chimica quando a partire dai reagenti si ottengono i prodotti finali. L'elettrochimica è un'altra importante area della chimica fisica che si occupa delle implicazioni dei fenomeni elettrici in ambito chimico.
Riassumendo, le principali aree di interesse della chimica fisica si possono così elencare:
- Meccanica quantistica e chimica quantistica
- Chimica computazionale
- Termodinamica e termochimica
- Meccanica statistica
- Cinetica chimica
- Dinamica molecolare
- Elettrochimica
- Spettroscopia molecolare
- Fenomeni di trasporto
- Chimica dello stato solido e delle superfici
- Chimica delle interfasi
- Chimica dei colloidi
- Fotochimica
- Femtochimica
- Chimica supramolecolare
- Chimica nucleare
- Sonochimica
- Astrochimica
- Strutturistica chimica
- Transizioni di fase
- Magnetochimica